# Fédération de Turquie de basket-ball
La Fédération de Turquie de Basket-ball (Türkiye Basketbol Federasyonu ou TBF) est une association, fondée en 1936, chargée d'organiser, de diriger et de développer le basket-ball en Turquie, d'orienter et de contrôler l'activité de toutes les associations ou unions d'associations s'intéressant à la pratique du basket-ball.
La TBF représente le basket-ball auprès des pouvoirs publics ainsi qu'auprès des organismes sportifs nationaux et internationaux et, à ce titre, la Turquie dans les compétitions internationales. Elle défend également les intérêts moraux et matériels du basket-ball turc. Elle est affiliée à la FIBA depuis 1936.